# 翼を持つ者
『翼を持つ者』（つばさをもつもの）は、高屋奈月による日本の漫画作品。『花とゆめ』（白泉社）にて1995年から1998年まで連載されていた。単行本は全6巻（2010年7月現在絶版）。白泉社文庫より全3巻。

## あらすじ
戦争で廃墟が増え、文明の利器は一部の富裕層しか使えず、巷には「名無し」と呼ばれる名字のない孤児たちが屯している。人心は荒み、格差社会や軍事政権が当たり前となった22世紀末の地球。人々の願いを叶えるという『翼』を探し求める寿と擂文・シラギの旅と、彼らを取り巻く人々の織り成す物語。

## 登場人物

### 主要人物
寿（ことぶき）
主人公。孤児院育ちで、名字の無い「名無し」の少女。16歳。辛い生活の中でしたたかに生きてきた割に真っすぐな性格を持つ反面、精神年齢は幼い。軍のマザーコンピュータ「エフ」の無法者リストに登録されていた元・盗賊。
6歳まで孤児院で育つが、村人の多くは「名無し」を人間とは見てくれず、辛い思いをしてきた（そのため、同じ境遇の孤児達には優しい）。ある事件で孤児院が放火され、体調を崩していた院長と他の子供達が亡くなり、居場所を失って流れの盗賊となった。辛い境遇の中でただ前を見て、必死に生き延びてきたため、この世界で暮らす、何処か諦めたような目をした一般的な人々とは異なり、倖せを掴もうと努力し、諦めることをよしとしない。どんな状況でも諦めず、希望を捨てない瞳が周囲の人々を惹きつける。
赤子の頃に孤児院の前に捨てられ、そのときの唯一の持ち物が「Dear Daughter」と刻まれた金時計だった。それは院長の薬を買うための代金として、医者の男の手に渡っていたが、10年経った作中中盤で返される。当時、医者のところへ行っていた事が、皮肉にも彼女の命を救った。
身軽で力が強く、逃げ足も速いため作中ではしばしば「サル」と呼ばれる。定住地と定職を求めて放浪しているが、街の人々も自身の生活で手一杯なためなかなか見つからず、職運がないことを度々嘆く。
読み書きできるのはわずかな単語のみで、ほぼ完全に近い文盲。
『翼』にかなえてもらいたい夢は、「擂文・シラギ（後述）の頭につけられた起爆装置をはずすこと」。
擂文・シラギ（らいもん シラギ）
13歳で大学卒業資格を取得し、17歳で軍のマザーコンピュータ「エフ」の侵入不可能なセキュリティ・システムを設計した、元エリート軍人。右利きだが、拳銃は左手でも使える。コンピュータの扱いにも長け、簡単なハッキングや情報操作はお手の物。
両親のほかに弟が2人いる家庭で育つが、幼い頃から親に甘えたことはなく、子供らしい感情を知らない子供で、村が飢饉に襲われた際、「人間が1人減ればその分暮らしが楽になる」と淡白に考えて家出し、軍に入るため上流家庭の養子になろうとロス・コープル（後述）と取引した。
試験をトップの成績で通過して軍に入ってから、当時少尉だったヒルト・ギル（後述。こちらもトップ通過者だった）に目をかけられるようになるが、「生きる理由が見つからない」と自殺を図ったことが2度あり、1度目はヒルトや十夜がいる前で拳銃で頭を打ち抜こうとし、右目を負傷（この事件がきっかけで警吏隊長に降格）、2度目は手榴弾を使ったため、本人は意識不明の重体、巻き込まれた数人も重傷に陥った。
辺境の警吏隊長時代に出会った寿に惹かれてやや強引に軍を脱退。3ヵ月後に再会し、共に旅を始める。寿の前では軽い性格だが、周囲に興味が湧かないと、かつてのように無気力かつ虚ろな目になり、暴走する。また、その頭にはヒルトによってつけられた起爆装置がある。そのためか頭に触れられることを嫌がる。
自分にとっては寿を中心に世界が回っていると言い切るほどに寿が好きで、寿を傷つけた相手には容赦がない。寿のためなら頭の起爆装置が反応する国境付近まで行くような無茶もする。「エフ」に登録されていた寿のデータを見てから、孤児院の跡地に墓を作り、花を植えたらしい。
騒動の際に爆発物を使うのが好きらしく、度々手榴弾などを投げ込んで、建物を破壊する。
また、ロスの養子となってから、彼が経営するコープル社の拳銃を改造するが、その際のデータがいずれ養父に奪われることを想定し、セキュリティを複雑なゲームにしていたり、拳銃の構造自体を製造から一定期間経過後に自動で壊れるようにするなどの策を弄していた。
『翼』になれなくなった六呂（後述）の代わりの片翼兼軍の新たなマザーコンピュータとしてその頭脳を狙われ、1度は拉致されて機器に繋がれるも、奪還に乗り込んできた寿らの手で救出される。その際、国内のコンピュータ機器全てをハッキングし、それらのディスプレイに寿の名前をいくつも浮かび上がらせた。その後、接続されていたコードは脳科学者である山本（後述）の手で外されたが、頭の起爆装置だけはパスワードが分からず、外せなかった。
抄華（しょうか）
『翼』を探す女。12歳の時に富豪の両親と妹を強盗団の襲撃によって失い、その後、盗賊団の頭に拾われ養女となった。
火薬使いの盗賊だが足は遅く、火薬投げもノーコン。両手の指に鉄製の爪を装着していることが多い。
擂文が警吏隊長になる数年前から彼のことを知っており、警吏隊長時代にはアジトを1つ爆破されたため、擂文を天敵と見なして嫌っている。なお、軍に捕らえられていたところ、取引を持ちかけられ、彼が軍を脱退するきっかけにされた。
『翼』にかなえてもらいたい夢は、「亡き妹を蘇らせること」。
晴（はる）
抄華の部下兼守り役。黒髪で長身の青年。抄華の義父にあたる盗賊団の頭の命を受けて、傍にいる。最終回で抄華にプロポーズした。
コクサイ
抄華の部下。新型爆弾を作るのが趣味の少年。寿と擂文のラブシーンを、偶然ではあったが2度も邪魔したことがある。
抄華からは、ごく稀に「コー君」と呼ばれる。
アデリィート・ウィルソン
呑気な母親に代わって亡き父の後を継ぎ、ウィルソン家の再興を目指す利発な少女。11歳。愛称は「アディ」。その幼さに似合わず、飛行艇の操縦をこなす。
寿は一時期女中としてウィルソン家に雇われており、非常に懐かれていた。また、考えなしな所には呆れているが、基本的に呑気な母のことはとても大切に思っている。
ヤン・蛟（みずち）
とある海辺の町にアジトを構えていた反政府組織「狄（てき）」のリーダー。寿と同年代の少年。先代のリーダー、コウ・蛟の息子。
寿らと出逢った当初の事件から、擂文を「（寿の）ダンナ」と呼び、一味ともども「逆らうと恐ろしい人」と認識している。ある事件で出会ったフィーア・マイシェル（後述）に一目ぼれし、最終回で結婚した。

### ニールス軍
ヒルト・ギル
ニールス軍大佐。特務機関に籍を置く。私欲のために『翼』を利用しようと目論む。『翼』の片割れである花陽を目覚めさせるために「名無し」を狩っていた。かつて寿のいた孤児院を放火した張本人でもある。
複雑な出生と過去の経験から、歪んだ性格を持つ。「自分のための人形」である擂文の頭に、国境を越えると爆発する起爆装置を仕込んだ人物。
過去の傷から、異母姉であるアン・リィン（後述）に似た性格の寿に惹かれるが、それは寿が彼女の孤児院の唯一の生き残りだったためである。
最終回では軍を除隊し、異母姉の遺志を継いで孤児院の院長になっていた。
フィーア・マイシェル
ニールス軍の中佐。ヒルトの部下である鞭使いの女性。部下として以上に、1人の女性として上司に好意を持っていたようだが、結果的に実らず。ヒルトに楯突く寿の姿を度々見て、その心に変化が現れる。大佐に昇進した後、結婚退職する。
十夜・イグラム（とうや イグラム）
ニールス軍少佐。擂文を溺愛しており、彼が軍籍にあった時から写真を大量に集めている。
妻子持ちで愛妻家。後に中佐に昇進し、フィーアと2人で「名無し制度」の廃止に尽力する。

### 『翼』関連
鈴（りん）、鈴（すず）
ニールス第3地区6番都市・サランの北東部にある21世紀の廃墟の中で暮らす「人型」の少女。よく似た容姿をしているが、髪を結うリボンの有無や前髪で見分けがつく。リンは水を、スズは電気をそれぞれ操れる。
スズは穏やかな性格で、偶然出会った寿と変装したヒルトを「贈り物」の元へ案内するが、ヒルトによって目の部分を撃たれた後、軍の砲撃によって落下した壁や天井の瓦礫に埋まり、壊れてしまった。
リンは人型たちのリーダー格で、過去の出来事から人間不信気味だったが、寿らと出逢ったことで本来の優しさを取り戻し、寿に「翼の手がかりは日本だ」と告げて停止。
彩（あや）
日本の国土に唯一残った無人島で山本（後述）と共に暮らす鈴（りん）、鈴（すず）と同型の「人型」。炎を操れる。
六呂（りくろ）
『翼』の正体である人工生命体。双子の姉・花陽（かよう）がいる。
寿と擂文の危機を救うために度々少年の形態で現れ、ある時、寿に「『翼』の手がかりは東にある」と告げる。
20年ほど前にニールス軍のマザーコンピュータ「エフ」に改造されており、擂文とは、彼がヒルトによって「エフ」の整備役を与えられて以来の友人であり、擂文の心が変化した過程も知っている。なお、「エフ」にされた時点で『翼』にはなれなくなった反面、コンピュータ機器を自由に操ることができるようになった。
更なる改造や解剖調査を避けるために、人間の形態を模して行動できることは擂文以外の人物には伏せられていた。
軍が擂文を手に入れ、新たなマザーコンピュータとした後は廃棄される予定であったため、擂文奪還作戦の際に内部から手引きし、最後は自爆した。そのCPUの破片は彩によって拾われ、その後寿の手に渡る。
花陽（かよう）
『翼』の正体である人工生命体。
同じ人工生命体である六呂とは双子だが、『翼』としての能力の9割を管理しており、少女の形態を模して現れる。一人称は「ボク」。
日本で山本や人型と暮らしていた頃、どんな環境でも育ち、次代を残すよう品種改良した樹を、「贈り物」として周辺の廃墟と共にサランに転送させた。
片翼である六呂を大切に思っていたが、『翼』として世界を平和に導いた後、六呂が「人間が大好きだから、その中で暮らしたい」と言った時に、「六呂は自分だけのもの」との想いからその手を離し、地下深くに隠してしまった。自身はその後悲しみを抱えて眠りに就く。しかし、物語の終盤でヒルトの心に惹かれて目覚めた。

### その他
ロス・コープル
擂文・シラギの義父。上流階級の人間で「名無し」 嫌い。
銃器製造会社である「コープル社」の社長。かつて擂文が改造した自社製の拳銃を自分の発明と偽り、軍経由でニールスの隣国ハンヒニに輸出していた。
アン・リィン
寿が育った孤児院の院長で、ヒルト・ギルとは異母姉弟の関係にある。
上流階級の出身だが、「名無し」 を国民と認めない風潮に心を痛め、ある日、ヒルトに置手紙を残して家出をする。以来、家族（少なくともヒルト）とは連絡を取っていなかった。
冬のある日、体調を崩して寝込んでしまう。寿が彼女のための薬を買いに外へ行っている間にヒルトの訪問を受け、他の孤児達と共に殺された。
孤児院は焼き払われたが、遺体はヒルトによって運び出され、延命装置に繋がれていた。
山本（やまもと）※フルネーム不詳。
脳科学者。『翼』開発者の一人で、六呂や花陽、彩からは「博士」と呼ばれている。
競泳用ゴーグルのような眼鏡をかけた老人で、日本国で唯一生き残った人物。人型の彩とともに無人島で暮らしている。
他国の干渉を防ぐためホログラフィで街やそこの住民を作り、隠れ住んでいた。当初は訪問した寿らを煙に巻くが、六呂が寿に姿を見せたことを知って、『翼』と自身の正体を明かし、ニールス軍の介入を受けながらも訪れた六呂の言葉を受け、彩と共に島を脱出し協力する。

## 用語・地名
翼（つばさ）
この時代に伝わる伝説。
「幾千もの光を放ちながら、とある町の大地から現れ、町の人々の願いを全てかなえて消えた。それは今も大地のどこかに眠っており、手に入れればどんな願いもかなう。」
とされる。軍事国家であるニールスは、国家の強大化の手段として『翼』を探している。
『翼』の正体は、かつて日本で研究・開発された、特殊な周波数の音波によって人々を洗脳する機能を持つ人工脳である。
その成功例2体が21世紀に勃発した大戦を終結させるために、あらゆる言語を統合し、世界を「日本」として統一した（2体の詳細は六呂・花陽の各項を参照）。
翼教（つばさきょう）
上述の『翼』についての伝説を信じ、『翼』による世界の再生を願う宗教。様々な宗派が存在する。
エフ
ニールス軍のマザーコンピュータ。正体は六呂で、20年ほど前に発見されてから、解剖や改造が施されたこともあり、本来の『翼』としての能力もほとんど使えない状態だった。
擂文・シラギが17歳当時（寿と出逢ってすぐの頃）にセキュリティシステムを設計した。インターフェイスのビジュアルは、寿そっくりの妖精。正解のパスワードを入力してもブロックがコンピュータウイルスへ変化し、侵入者を30秒以内に逆探知して「エフ」に報告、しかも侵入者のパソコンのプログラムを全て破壊するという、外部からの侵入が不可能とされるブロック機能を持つ。
ブルー・ローズ
ニールス軍における用語でレジスタンスを意味する。
狄（てき）
ヤン・蛟をリーダーとする、海辺の町で活動するレジスタンス。人数は50人くらいと、レジスタンスとしての規模は小さめ。部下の1人でヤンの副官ともいえる青年はグレンという。
ヤンの寿たちに対するある恩義から、度々行動を共にする。
人型（ひとがた）
かつて日本で作られた大量殺人用のロボット。戦争終結後も一部が廃棄されずに残っており、六呂や花陽・山本らに引き取られ、家族として暮らしていた。
怪力、超能力に似た特殊能力を使ったり、内蔵した爆弾を射出し攻撃するなどの能力を備えた型が登場するが、外見、知能、所作などは人間そのものの描写がなされている。
作中に登場した人型は全て10歳前後の子供の姿をしており、仲間達と共に主人が残した贈り物を護り続けてきたが、長期間稼動するタイプではなかったため、次々とバッテリーが切れて機能停止するか、ヒルトら軍の介入が原因で壊されてしまう。それらは寿らによって集められ、彼らが護っていた樹の下に埋められた。
ニールス
この物語の主な舞台である軍事国家。現在の世界地図に当てはめると中国以南のほとんどが領土に当たる。首都である第1都市はザルツと言い、軍の本部がおかれている。なお、軍人はその忠誠を示すため入隊と同時に左胸に刺青を施す。
公にはされていないが、内乱中の隣国･ハンヒニへの銃器密輸などを軍が率先して行い、利益を上げている。
ルアン
ニールス北部にある、ニールスとハンヒニの国境付近の第13番地区。現在の世界地図に当てはめると朝鮮半島の根元付近に当たる。
ハンヒニ
ニールスの北側にある、内乱中の共和制国家。現在の世界地図に当てはめるとロシア連邦から北欧あたりが領土に当たる。
ドゥヴニ
大洋を挟んでハンヒニの隣にある大国。現在の世界地図に当てはめると、少なくとも北アメリカ大陸が領土に当たる。
日本
「日本国」とも呼ばれる。21世紀の大戦時に国土ごと滅び、その資料は希少となっている。この物語のカギである『翼』に関わる土地でもある。

## 書誌情報
単行本
- 高屋奈月 『翼を持つ者』 白泉社 〈花とゆめコミックス〉 全6巻（2010年7月現在絶版）

1. 1996年11月発売、ISBN 978-4-592-12831-1
2. 1997年4月発売、ISBN 978-4-592-12832-8
3. 1997年10月発売、ISBN 978-4-592-12833-5
4. 1998年2月発売、ISBN 978-4-592-12834-2
5. 1998年6月発売、ISBN 978-4-592-12835-9
6. 1998年8月発売、ISBN 978-4-592-12836-6

文庫版
- 高屋奈月 『翼を持つ者』 白泉社 〈白泉社文庫〉 全3巻

1. 2007年1月12日発売、ISBN 978-4-592-88521-4
2. 2007年3月15日発売、ISBN 978-4-592-88522-1
3. 2007年5月15日発売、ISBN 978-4-592-88523-8

## ドラマCD
『HCD 翼を持つ者』
マリン・エンタテインメントより2000年1月26日発売。
『花とゆめステップ増刊』1998年1月15日号に掲載された番外編「暗黒姫」の前後に本編の後日譚としての展開を付け足した形の内容。
CDの後半に寿、擂文・シラギ、ヒルト・ギルのおまけボイスが3種類ずつ収録されている。
配役
寿 - 國府田マリ子
擂文・シラギ - 緑川光
抄華 - 田中敦子
晴 - 檜山修之
コクサイ - 保志総一朗
アデリィート・ウィルソン（アディ） - 南央美
フィーア・マイシェル - 岩男潤子
ヤン・蛟 - 森久保祥太郎
ヒルト・ギル - 松本保典
十夜・イグラム - 三木眞一郎
六呂 - 根谷美智子
ヤンの部下 - 伊藤健太郎